# ブラジルとレバノンの関係
ブラジルとレバノンの関係（ポルトガル語: Relações entre Brasil e Líbano、英語: Brazil–Lebanon relations）では、ブラジルとレバノンの2国間関係について記述する。
およそ700万人から1000万人のブラジル人がレバノン人の祖先を持つとされている。

## 歴史
1877年、ブラジル皇帝ペドロ2世が、当時オスマン帝国の支配下にあったベイルートを訪問した。1882年、レバノンからブラジルへの最初の移民が行われた。この時の移民の多くはレバノン山脈に住むキリスト教マロン派の信徒であった。
1914年までに、6万人以上のレバノン人がブラジルに移住していた。第一次世界大戦から第二次世界大戦の間に、レバノン人のブラジル移住の第2波が起こった。1920年にブラジル政府は、レバノン人のブラジル移住を促進するため、ベイルートに領事館を開いた。1945年10月レバノンはフランスから独立し、翌11月にブラジル政府はレバノンを承認、外交関係を結んだ。
1954年、当時のレバノン大統領カミール・シャムーンがブラジルを初めて公式訪問し、その後両国はそれぞれ互いの首都に大使館を設置した。
2011年以降、ブラジルは国際連合レバノン暫定駐留軍に部隊を派遣しており、2018年現在、ブラジル海軍のエドゥアルド・バスケス（Eduardo Vazquez）少将が海上任務部隊（Maritime Task Force）の指揮をとっている。
2011年には、自身もレバノン移民2世であるブラジルのミシェル・テメル副大統領がレバノンを公式訪問した。テメルはその後2016年8月に大統領に就任した。

## 要人の往来
ブラジル政府要人のレバノン訪問
- ミシェル・テメル副大統領（2011年）

レバノン政府要人のブラジル訪問
- カミール・シャムーン大統領（1954年）
- ラフィーク・ハリーリー首相（1995年、2003年）
- イリヤース・アル＝ハラーウィー（英語版）大統領（1997年）
- ナジーブ・ミーカーティー首相（2005年）
- ミシェル・スライマーン大統領（2010年）

## 貿易関係
2015年、ブラジルとレバノンの2国間での貿易総額は3億1000万アメリカ合衆国ドルにのぼっている。ブラジルからレバノンへの輸出品は食肉、コーヒー、砂糖、航空機、自動車などであり、レバノンからは肥料や鉛などを輸出している。

## 大使館・総領事館
- ブラジルはレバノンの首都ベイルートに大使館を置く[10]。
- レバノンはブラジルの首都ブラジリアに大使館を、サンパウロとリオデジャネイロに総領事館を置く[11]。